# Scena Amadeo
Klupska kazališno-glazbena scena Amadeo započela je s radom u ljeto 2000. godine u prostoru atrija Hrvatskoga prirodoslovnog muzeja na zagrebačkom Gornjem gradu, u kojem je od 1797. do 1834. godine djelovalo prvo zagrebačko javno kazalište pod nazivom Amadeov teatar nazvano po njegovom osnivaču mađarskom grofu Antonu Amadeu de Varkonyu, velikom županu zagrebačkom. Od 2006. godine do 2009. Scena je djelovala u Muzeju za umjetnost i obrt. U ljeto 2010. godine Scena Amadeo se vraća u atrij Hrvatskoga prirodoslovnog muzeja.
Scena Amadeo već godinama je jedina zagrebačka ljetna polivalentna Scena čiji program traje tijekom srpnja, kolovoza i rujna. U prosjeku, tijekom ljeta na Sceni Amadeo se izvede pedesetak kazališnih predstava, koncerata i filmskih događanja uz sudjelovanje više od dvjesto renomiranih hrvatskih i inozemnih umjetnika.

## Program
Program Scene Amadeo sastoji se od glazbenog i kazališnog dijela. U glazbenom dijelu programa Scena Amadeo izvodi koncerte klasične glazbe s posebnim naglaskom na nastupe mladih talentiranih glazbenika, jazz koncerte s afirmiranim hrvatskim i inozemnim glazbenicima te koncerte etno i popularne glazbe. U kazališnom dijelu programa to su premijerne i reprizne komorne kazališne i baletne predstave, monodrame te stand-up teatar hrvatskih i inozemnih autora.
Pored osnovnog programa na Sceni Amadeo odvija se i kazališni program za djecu predškolskog i osnovnoškolskog uzrasta pod nazivom Mali Amadeo te alternativna pozornica posvećena nekonvencionalnim i amaterskim oblicima izvedbenih umjetnosti pod nazivom Amadeoff Festival.

### Mali Amadeo
U sezoni 2011. ponovo se aktivira Scena Mali Amadeo na kojoj se vikendom održava raznolik kazališni program za djecu predškolskog i osnovnoškolskog uzrasta. Nakon predstave posjetioci mogu besplatno razgledati muzejske zbirke Hrvatskoga prirodoslovnog muzeja.

### Ostali programi
U sezonama 2002. – 2005. na Sceni Amadeo praizvedeno je 12 djela suvremenih hrvatskih skladatelja.
U sezoni 2005. Scena Amadeo prikazuje kazališni program za djecu predškolskog i osnovnoškolskog uzrasta pod nazivom Mali Amadeo.
U sezonama 2001. i 2007. Scena Amadeo prikazala je izbor filmova s Motovunskog filmskog festivala.
Od sezone 2006. do danas Scena Amadeo svake godine upriličuje izvedbe djela hrvatskih skladatelja u izvedbi komornih sastava i orkestara.
Od sezone 2007. do danas Scena surađuje sa Židovskom općinom Zagreb u okviru programa tjedna Izraela.
U sezoni 2010. Scena Amadeo prikazala je izbor filmova s Festivala igranog filma u Puli.

## Projekti Scene Amadeo
Smještena u povijesnom prostoru Hrvatskoga prirodoslovnog muzeja, Scena Amadeo dala je nekoliko priloga njegovoj revitalizaciji.
Na pročelju zgrade Hrvatskoga prirodoslovnog muzeja u Demetrovoj ulici 14. lipnja 2001. Scena Amadeo svečano je otkrila ploču s povijesnim zagrebačkim dvojezičnim nazivom s početka 19. stoljeća: Kazaliscna Vulicza – Theater Gasse.
Godine 2003. Scena Amadeo obnavlja zapušteni atrij Hrvatskoga prirodoslovnog muzeja po zamisli muzejskog savjetnika Jakova Radovčića. U novouređenom atriju dominira Kamenospisna karta Hrvatske sastavljena od 2500 kamenih pločica hrvatskog kamena prikupljenih in situ iz cijele Hrvatske, te se atrij popločava karakterističnim hrvatskim kamenom. U dvorištu je izveden i jedinstveni geološki stup, postavljena je podna i bočna rasvjeta po ideji maestra Ive Pogorelića, te električni priključci rađeni za potrebe Muzeja i SceneAmadeo.

## Programski odbor Scene Amadeo
Utemeljitelji Scene Amadeo su: Nenad Jandrić, Rada Vnuk,  Zvonimir Zoričić, Božidar Orešković (1942. – 2010.), Neven Frangeš i August Faulend Heferer.
Danas Programski odbor Scene Amadeo čine: Nenad Jandrić (voditelj), Rada Vnuk, Jakov Jandrić, August Faulend Heferer i Izabela Šimunović (1970. – 2010.).

## Popis praizvedbi djela suvremenih hrvatskih skladatelja
- Stanko Horvat (2002.) Dah i dodir za obou, klarinet, fagot i glasovir
- Sanda Majurec-Zanata (2002.) Four for two za dvije violine
- Berislav Šipuš (2002.) Dies irae za limeni puhački kvintet
- Sanja Drakulić (2003.) Limeni stavak za kvintet limenih puhača
- Olja Jelaska (2003.) Kaleidoskop za flautu, klarinet, dvije violine, violu i violončelo
- Ivana Kiš (2003.) Parasax za kvartet saksofona
- Mladen Tarbuk (2004.) Četiri jahača i dva proroka za orgulje i udaraljke
- Krešimir Seletković (2004.) Vertigo za puhački kvintet
- Davor Bobić (2004.) Drevne zagorske fanfare za kvartet trombona
- Antun Tomislav Šaban (2005.) Plavo-Crveno-Žuto za slikara (Duško Šibl) i komorni ansambl
- Sanja Drakulić (2005.) Portreti za Hrvatski brass kvintet
- Dubravko Palanović (2005.) Gudački kvartet za slikaricu (Izabelu Šimunović) i gudački kvartet

## Popis kazališnih premijera
- D. R. Sanderson: Tko je ovdje lud? (2011.) Glume: Natalija Đorđević i Marko Torjanac. Režija: Marko Torjanac. Prevoditeljica: Jasminka Beader. Produkcija: Planet Art.[1]
- Thomas Bernhard: Jednostavno komplicirano (2011.) Monodrama. Glumi: Žarko Potočnjak. Režija: Svetlana Patafta. Producent i dramaturg: Pavo Marinković. Produkcija: Mitropa, Scena Amadeo i Austrijski kulturni forum.
- Ranko Zidarić: InkontinentalTV (2009.) Monodrama. Glumi: Ranko Zidarić. Produkcija: Scena Amadeo.
- Filip Šovagović: Stanje nacije (2008.) Monodrama. Glumi: Filip Šovagović. Produkcija: Scena Amadeo.
- Bernard-Marie Koltes: Sallinger (2002.) Glume: Yoan Charles, Senka Bulić,  Marko Mandić, Jonathan Genet, Laurent Cazanave, Emilie Quinquis, Marine de Missolz, Vanille Fiaux, David Botbol. Režija: Ivica Buljan. Produkcija:  Théâtre National de Bretagne / Rennes, Novo kazalište / Zagreb, Mini Teater / Ljubljana, Zadar snova, ARL / Dubrovnik, Kazalište Hotel Bulić, Scena Amadeo / Zagreb.
- Željko Vukmirica i Vilim Matula: VV žurnal: Tito, Krleža &... (2002.) Glume: Željko Vukmirica i Vilim Matula. Produkcija: Scena Amadeo.
- Zijah A. Sokolović: Roda ili kako sam došao na svijet (2001.) Hrvatska premijera. Monodrama. Glumi: Zijah A. Sokolović. Produkcija: Zijah A. Sokolović
- Božidar Orešković: Konja za gemišt (2000.) Monodrama. Glumi: Božidar Orešković. Produkcija: Scena Amadeo.
- Božidar Orešković: Vrhunska tajna (2000.) Glume: Božidar Orešković i Zvonimir Zoričić. Produkcija: Scena Amadeo.

## Vanjske poveznice
- Povijest Hrvatskoga narodnog kazališta  Arhivirana inačica izvorne stranice od 26. veljače 2011. (Wayback Machine)
- Scena Amadeo